# العلاج النفسي المستند على التنظيم للاطفال
العلاج النفسي المستند على التنظيم للأطفال (RFP-C) هو أسلوب علاج نفسي ديناميكي قصير المدى ومحدود زمنًا للأطفال الذين يعانون من اضطرابات السلوك التخريبية، بما في ذلك اضطراب المعارض المتحدي (ODD) ، واضطراب السلوك (CD) ، واضطراب نقص الانتباه / فرط النشاط (ADHD) ) ، واضطراب عدم انتظام المزاج التخريبي {DMDD}.

## العلاج السريري
يتكون العلاج من 16 جلسة علاج فردي باللعب بالإضافة إلى 4 جلسات مع مقدم ( أو مقدمي) الرعاية للطفل. أساس العملية العلاجية في العلاج هو أن كل السلوكيات لها معنى وأن بعض الأطفال ينخرطون في سلوكيات تخريبية كطريقة لتجنب تجربة مشاعر مؤلمة أو مهددِّة مثل الشعور بالذنب والعار والحزن.  العلاج هو بديل للاستراتيجيات السلوكية الادراكية التقليدية المستخدمة في علاج السلوك التخريبي، والتي تستخدم مبادئ تعديل السلوك كأدوات لإدارة السلوك. بدلاً من ذلك، يكون (RFP-C) موجهًا نحو  العواطف (الوجدان) ، ويركز الأخصائيون السريريون الذين يستخدمون العلاج على فهم العالم الداخلي للطفل والتجربة الذاتية وتوصيل هذه التجربة الداخلية للطفل بطريقة مناسبة لدرجة نمو الطفل. يتصور العلاج السلوكيات العدوانية والسلوكيات المعادية للمجتمع على أنها نتاج لخلل في التنظيم العاطفي.

### أهداف جلسات الطفل
1. تحديد أي من مشاعر الطفل يتم تجنبه
2. فهم كيفية تجنب  هذه المشاعر
3. استكشاف سبب تجنب المشاعر بطريقة غير قادرة على التكيف مع المجتمع.

### أهداف جلسات مقدم الرعاية
1. الحصول على معلومات أساسية،
2. تكوين خطة علاجية (بالتعاون مع مقدمي الرعاية والأخصائيين) ،
3. توفير تربية نفسية لمساعدة مقدمي الرعاية على فهم الصعوبات التي يواجهها الطفل.

### الهدف النهائي
الهدف النهائي للعلاج هو مساعدة مقدم الرعاية والطفل على فهم أن كل السلوكيات بما فيها السلوكيات التخريبية، لها وظيفة  في التنظيم العاطفي والسلوكي. تؤدي هذه النظرة المتعمقة إلى انخفاض حاجة الطفل إلى التصرف بناءً على المشاعر المؤلمة (أي أن الطفل لن يكون بحاجة للجوء إلى السلوكيات التخريبية) كما انها تساعد على زيادة قدرة  الطفل على التسامح والعمل والتحدث عن المشاعر التي كان يجب إقصائها في السابق.

## التقنين
قُنن العلاج في عام 2016 بنشر دليل العلاج النفسي للأطفال مع السلوكيات الخارجية: نهج ديناميكي نفسي (بالإنجليزية: Manual Of Regulation-Focused Psychotherapy for Children (RFP-C) With Externalizing Behaviors: A Psychodynamic Approach.). أطلقت جامعة يشيفا في برونكس تجربة سريرية عشوائية مستمرة لـ RFP-C في يناير 2017.